# تپه پل بزرگ
تپه پل بزرگ مربوط به عصر مس است و در شهرستان هرسین، بخش بیستون، دهستان شیرز، ۳ کیلومتری غرب روستای شاه آباد سفلی واقع شده و این اثر در تاریخ ۲۶ اسفند ۱۳۸۷ با شمارهٔ ثبت ۲۵۴۹۷ به‌عنوان یکی از آثار ملی ایران به ثبت رسیده است.